# نقطه تکی شکست

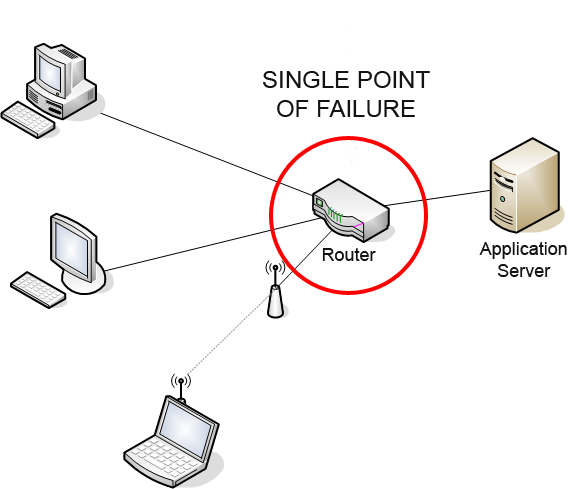
در این دیاگرام روتر نقطهٔ تکی شکست برای ارتباط بین رایانه‌ها است

نقطهٔ تکی شکست (انگلیسی: Single point of failure) قسمتی از سامانه است که در صورت شکست، کل سامانه را از کار کردن نگه می‌دارد که در هر سامانه‌ای که با هدف قابلیت اطمینان طراحی شود، چه در یک تجارت و چه در نرم‌افزار کاربردی یا سایر سامانه‌های صنعتی نامطلوب هستند.